# Réalité simulée
 (avril 2013).
- Si vous ne connaissez pas le sujet, laissez ce bandeau (vous pouvez alors contacter les auteurs).
- Si vous supprimez le contenu mis en cause (vous pouvez préalablement contacter les auteurs),

argumentez précisément cette suppression dans la page de discussion
(un manque de référence n'est pas un argument ; une recherche réelle de référence doit avoir été effectuée, être formellement documentée).
 (avril 2013).
Si vous disposez d'ouvrages ou d'articles de référence ou si vous connaissez des sites web de qualité traitant du thème abordé ici, merci de compléter l'article en donnant les références utiles à sa vérifiabilité et en les liant à la section « Notes et références ».

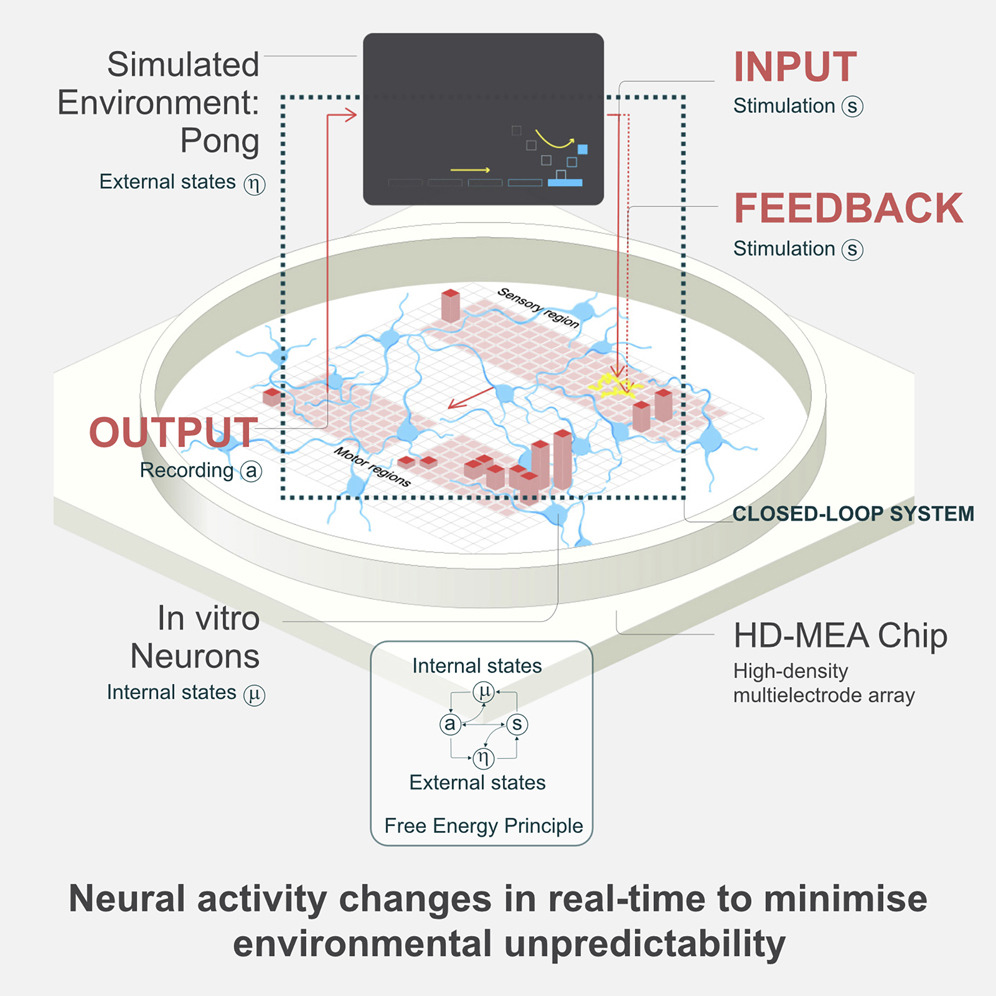
Procédé de la réalité simulée.

Le concept de réalité simulée consiste à supposer que la réalité perçue puisse être le fruit d'une simulation informatique sans que cela ne puisse être distingué de la "vraie" réalité. Dans un tel monde peuplé de créatures conscientes, il est envisageable que certaines d'entre elles puissent se poser la question de savoir si ce concept est réel ou non. Dans sa forme la plus avancée, le principe d'indépendance du support explique qu'il est probable que cette théorie soit vérifiée.
Il ne faut pas la confondre avec le concept de réalité virtuelle, techniquement au point. La réalité virtuelle est théoriquement facilement identifiable par rapport à la "vraie" réalité, et les participants ne doutent jamais de la nature de ce qu'ils sont en train de vivre. La réalité simulée, par contre, ne serait pas ou peu distinguable de la "vraie" réalité.
À partir de cette théorie, apparaissent plusieurs questions :
- Est-ce possible, au moins théoriquement, de savoir si l'on est dans une réalité simulée ?
- Y a-t-il vraiment une différence entre une réalité "simulée" et la "vraie" réalité ?
- Comment devrait-on se comporter si on apprend que l'on vit dans une réalité simulée ?

## Le mode de la simulation

### L'interface neuronale directe
Dans le cas d'une simulation basée sur une interface neuronale directe, chaque participant entre de l'extérieur en connectant directement son cerveau à l'ordinateur réalisant la simulation. Ce dernier va communiquer les données sensorielles du monde simulé aux participants tout en lisant leurs désirs et leurs actions. De cette façon une interaction avec le monde simulé est possible. L'ordinateur peut même envoyer de l'information correctrice au cerveau du participant pour lui faire oublier temporairement qu'il est dans le domaine virtuel (exemple : en contournant un filtre). Pendant ce temps, au sein de la simulation, la conscience des participants est représentée par un avatar qui peut être très différent de la vraie apparence.

## L'interaction cerveau-simulation
Si quelqu'un devait communiquer directement à partir du cerveau, un code ou une séquence devrait nécessairement être créé ou découvert pour envoyer de l'information à partir de nos parties cérébrales caractéristiques de l'écoute et de la parole.

### Une population virtuelle
Dans la simulation d'une population virtuelle, chaque habitant est natif de ce monde virtuel. Il n'a pas de "vrai" corps dans cette autre réalité. Chacun est une entité simulée possédant un certain niveau de conscience fondé sur la logique propre à la simulation (i.e possédant ses propres lois physiques). De cette façon chaque individu peut être téléchargé d'une simulation à une autre ou même être archivé ou ressuscité plus tard. Il est aussi possible qu'une entité simulée puisse être extraite complètement d'une simulation en transférant son esprit dans un corps artificiel. Un autre moyen de sortir un individu de la réalité virtuelle serait de cloner son entité en prenant un échantillon de son ADN virtuel et de créer une contrepartie dans le monde réel à partir de ce modèle. Le résultat ne sortirait pas l'esprit de l'individu en dehors de sa simulation, mais son corps naîtrait dans le monde réel.
Cette catégorie se subdivise en 2 autres genres :
- Population virtuelle/Monde virtuel, dans lequel une réalité externe est simulée séparément à la conscience artificielle ;
- Une simulation solipsiste dans laquelle la conscience est simulée et la perception des participants n'existe qu'à travers leur esprit.

## Littérature
- Accelerando  (2005) de Charles Stross
- Darwinia (1998) de Robert Charles Wilson
- Le discours de la méthode (1637) de René Descartes
- Éternité (1988) de Greg Bear
- La Liberté éternelle (1999) de Joe Haldeman
- Le Maître du Haut Château (1962) de Philip K. Dick
- Ubik (1969) de Philip K. Dick
- SIVA (1981) de Philip K. Dick
- Le Dieu venu du Centaure (1965) de Philip K. Dick
- Neuromancien (1984) et Mona Lisa s'éclate (1988) de William Gibson
- Autremonde (1998) de Tad Williams
- La Cité des permutants (1994) de Greg Egan
- La Guerre qui n'existait pas de D. J. MacHale
- Le Fleuve de l'éternité (1979) de Philip José Farmer
- Le Samouraï virtuel (1992) de Neal Stephenson
- Le Monde de Sophie (1991) de Jostein Gaarder
- L'Anomalie (2020) d'Hervé Le Tellier

## Films et séries télévisées
- Marvel : Les Agents du SHIELD (2013 - ? )
- Le Monde sur le fil (1973) adaptation de Simulacron 3 par Rainer Werner Fassbinder
- Tron (1982) de Walt Disney
- Red Dwarf de Rob Grant (en) (1988-2009) et Doug Naylor
- Total Recall (1990) de Paul Verhoeven d'apres Philip K. Dick
- L'Échelle de Jacob (1991) d'Adrian Lyne
- X-Files (1993-2002)
- Ghost in the Shell (1995) de Mamoru Oshii
- Lost Highway (1997) de David Lynch
- Dark City  (1998) d'Alex Proyas
- Serial Experiments Lain (1998) de Chiaki J. Konaka
- eXistenZ (1999) de David Cronenberg
- Harsh Realm (1999-2000) de Chris Carter
- Matrix (1999) des Wachowski
- Passé virtuel (1999) de Josef Rusnak
- Avalon  de Mamoru Oshii
- .hack//SIGN (2002), animé
- Cube 2 (2002) de Sean Hood
- Vanilla Sky (2002) de Cameron Crowe (remake  d'ouvre les yeux d'Alejandro Amenábar)
- The Big O (2003) de Hajime Yatate et Chiaki J. Konaka
- Paranoia Agent (2004-) d'Satoshi Kon
- Æon Flux (2005) de Karyn Kusama
- The Island  (2005) de Michael Bay
- Noein (2005-2008) de Kazuki Akane et Kenji Yasuda
- Zegapain (2006)
- Inception (2010) de Christopher Nolan
- Star Trek

## Musique
- Simulation Theory de Muse (2018)